# Delage Type AC

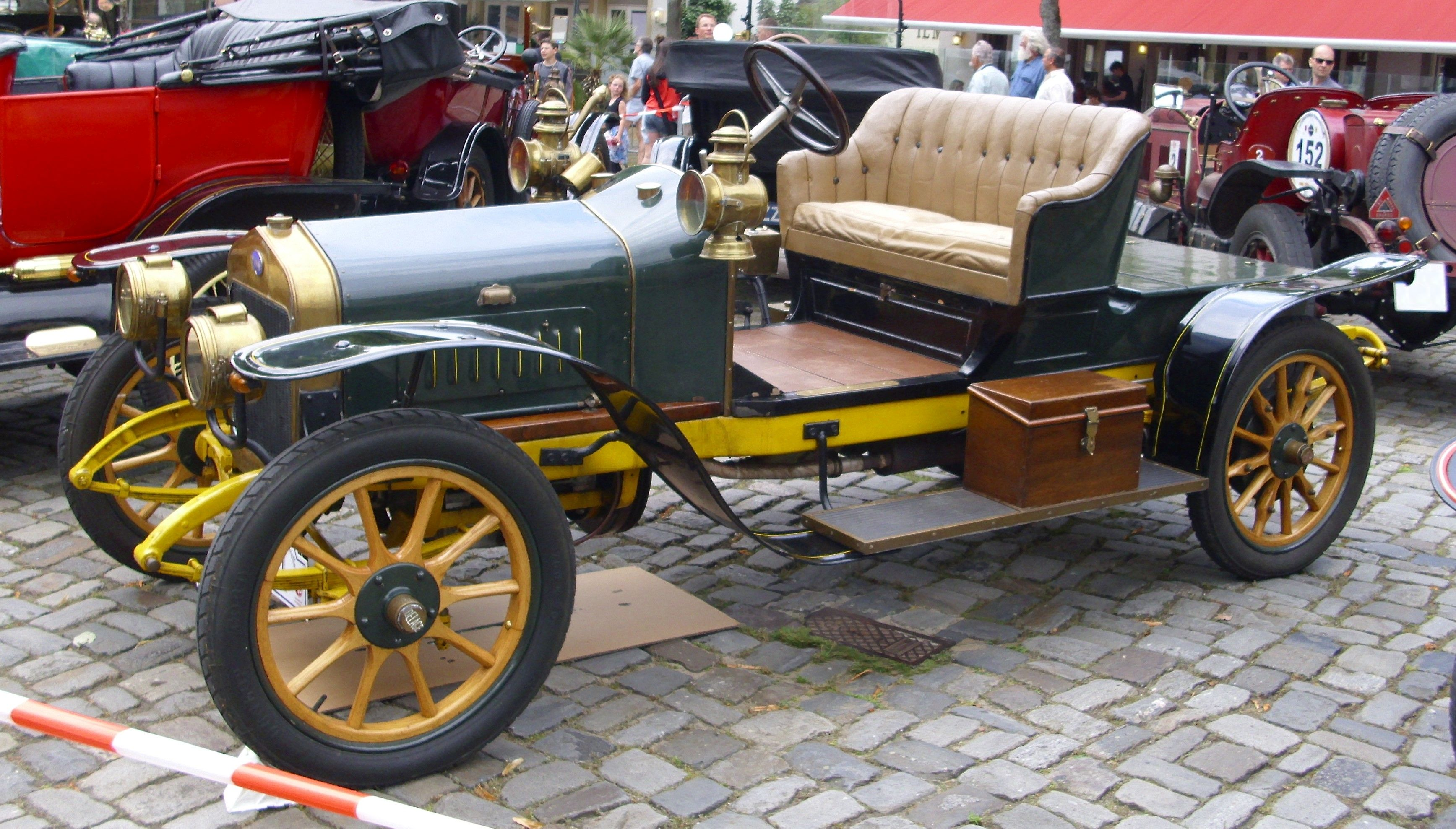
Seitenansicht

Der Delage Type AC war ein frühes Personenkraftwagenmodell. Delage et Compagnie aus Levallois-Perret stellte es her und vertrieb es unter der Marke Delage.

## Beschreibung
Die nationale Zulassungsbehörde prüfte das Fahrzeug mit der Nummer 1110 und der Motorennummer 2072 und erteilte am 29. April 1910 die Genehmigung. Delage bot das Modell nur 1910 an. Vorgänger war der Delage Type M. 
Ein Vierzylindermotor von Établissements Ballot trieb die Fahrzeuge an. Er hatte 65 mm Bohrung und 110 mm Hub. Das ergab 1460 cm³ Hubraum. Er war mit 8 Cheval fiscal eingestuft und leistete 15 PS.
Das Fahrgestell hatte 1280 mm Spurweite und 2750 mm Radstand. Überliefert ist ein Torpedo mit vier Sitzen. Das Leergewicht war mit 1125 kg angegeben. Außerdem existiert noch ein zweisitziger Phaeton.
Delage Type AB, Type AC, Type AD, Type AE und Type AH hatten ein ähnliches oder sogar identisches Fahrgestell. Der Hauptunterschied lag im verwendeten Motor.

## Stückzahlen und überlebende Fahrzeuge
Peter Jacobs vom Delage Register of Great Britain erstellte im Oktober 2006 eine Übersicht über Produktionszahlen und die Anzahl von Fahrzeugen, die noch existieren. Seine Angaben zu den Bauzeiten weichen in einigen Fällen von den Angaben der Buchautoren ab. Stückzahlen zu den Modellen vor dem Ersten Weltkrieg sind unbekannt. Für dieses Modell bestätigt er die Bauzeit 1910. Es existieren noch zwei Fahrzeuge.